# گلمیخ‌ماهی جنوبی
گلمیخ‌ماهی جنوبی (نام علمی: Fundulus stellifer) نام یک گونه از سرده گلمیخ‌ماهی است.